# Vieux-Rouen-sur-Bresle
Vieux-Rouen-sur-Bresle è un comune francese di 667 abitanti situato nel dipartimento della Senna Marittima nella regione della Normandia.

## Società

### Evoluzione demografica
Abitanti censiti

## Economia
Presso il comune è possibile trovare la Zignago Vetro Brosse, azienda facente parte dell’italiana Zignago Vetro di Fossalta di Portogruaro.
La Zignago Vetro Brosse si occupa della produzione di vetro per flaconi di lusso per profumeria, cosmesi e distillati.